# Aió de Friül
Aió o Haió (mort després de 811) va ser duc de Friül, després de la mort (vers 808) d'Hunfrid (que per alguns només hauria estat marcgravi d'Ístria però no duc de Friül, ja que en cap document apareix sota el títol de dux i en canvi s'esmenta algunes vegades com a marchio, i en aquest cas hauria estat duc després de la mort d'Eric el 799); hauria governat fins al nomenament de Cadalau (Cadolah) el 817.
Aió va rebre per primera vegada terres al ducat de Friül de mans de Carlemany el 2 de febrer de 799. Carlemany va confirmar més tard la divisió de la propietat entre els fills d'Aió el 7 de juliol de 809: el fill gran, Alboí o Albuí, va rebre terres a Friül i Vicenza, el segon, Ingobert, van rebre terres a Vicenza, i el més jove, Agisclaf, va rebre Verona. Les hisendes d'Aió eren extenses i les seves donacions als seus fills van haver de ser confirmada pel mateix emperador.
Segons Eginard i els Annals Fuldenses, Carlemany va enviar (811) a Haidó, bisbe de Basilea, a Hug, comte de Tours, i a Aió, com a missi dominici, per trobar-se amb els emissaris de Constantinoble i confirmar la Pau de Nicèfor de 803.